# Рахманово (Переславский район)
Рахманово — село в Ярославской области России, в составе городского округа город Переславль-Залесский, до 2019 года входило в состав Нагорьевского сельского поселения.

## География
Расположено близ речки Егобыжа в 40 км на север от города Переславль-Залесский.

## История
До 1564 года вотчинное село князя Василия Даниловича Пенкова в Кистемском стане, по смерти его отданное его вдовой княгиней Анной Осиповной Спасскому Ярославскому монастырю. В то время в селе была церковь Георгиевская и монастырь Христорождественский. В 1764 году при секуляризации перешла в казну.
Каменная церковь Казанской Божией Матери в селе построена в 1802 году на средства прихожан. Престолов было два: в настоящей холодной - во имя Казанской Божией Матери, в приделе теплом - во имя св. мученика Георгия Победоносца.  
В конце XIX — начале XX века село входило в состав Микляевской волости Угличского уезда Ярославской губернии. 
С 1929 года село являлось центром Рахмановского сельсовета Нагорьевского района Ивановской Промышленной области, с 1936 года — в составе Ярославской области, с 1954 года — в составе Дмитриевского сельсовета, с 2005 года село в составе Нагорьевского сельского поселения, с 2019 года — в составе городского округа город Переславль-Залесский.
До 2015 года в селе действовала Рахмановская основная общеобразовательная школа.

## Население
| 1859 | 1914 | 2007 | 2008 | 2010 |
| ---- | ---- | ---- | ---- | ---- |
| 202  | ↘173 | ↗192 | →192 | ↘162 |

## Инфраструктура
В селе имеются детский сад, отделение почтовой связи.

## Достопримечательности
В селе расположена действующая Церковь Казанской иконы Божией Матери (1802).